# 博多妮·多劳
博多妮·多劳（匈牙利語：Bodonyi Dóra，1993年11月7日—），匈牙利女子皮划艇运动员。她曾代表匈牙利参加2020年夏季奥林匹克运动会皮划艇比赛，获得女子四人皮艇500米金牌和女子双人皮艇500米铜牌。